# Simon LeVay

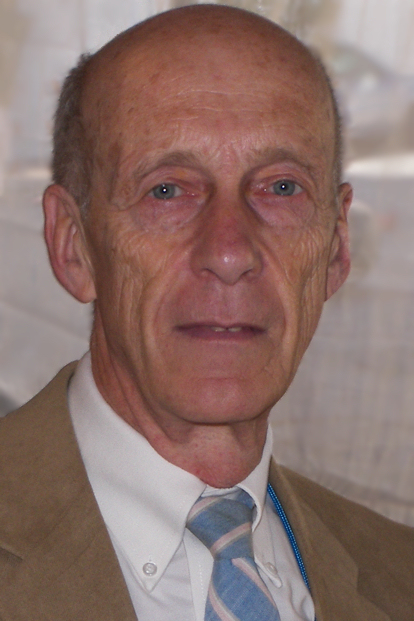
Simon LeVay, 2010

Simon LeVay (* 28. August 1943 in Oxford, England) ist ein Neurowissenschaftler und Autor. Er ist für seine Studien über Gehirnstrukturen und sexuelle Orientierung bekannt. Er ist Mitautor eines Buches über die sexuelle Orientierung von Menschen und hat an Büchern über Erdbeben, Vulkane und außerirdisches Leben als Koautor mitgewirkt.

## Leben
LeVay studierte an der Universität Cambridge in England, wo er 1966 seinen B.A. in Naturwissenschaften absolvierte. Danach setzte er seine Studien an der Universität Göttingen fort, wo er 1971 in Neuroanatomie promoviert wurde. An die Promotion schloss er von 1972 bis 1974 ein Forschungsstudium an der Harvard Medical School an. LeVay war von 1974 bis 1984 in verschiedenen Anstellungen in Harvard beschäftigt und arbeitete im Anschluss bis 1993 am Salk-Institut. Während dieser Zeit war er zusätzlich als Dozent (als adjunct associate professor) für Biologie an der Universität Kalifornien (UCSD) in San Diego beschäftigt. Viele seiner frühen Arbeiten beschäftigen sich mit dem visuellen Cortex von Tieren, insbesondere von Katzen. 1975 erhielt er ein Forschungsstipendium der Alfred P. Sloan Foundation (Sloan Research Fellowship).
LeVays Arbeiten und Aussagen über die Biologie und sexuelle Orientierung von Menschen sind kontrovers und umstritten. 1991 veröffentlichte LeVay eine Arbeit, in der er strukturelle Unterschiede in den Gehirnen von homosexuellen und heterosexuellen Männern feststellte. Hierbei bezog er sich auf den dritten interstitiellen Kern des anterioren Hypothalamus (INAH-3). Über seine Aussagen wurde international in den verschiedensten Medien berichtet und diskutiert.

## Veröffentlichungen (Auswahl)
- A difference in hypothalamic structure between heterosexual and homosexual men. In: Science. Band 253, 1991, S. 1034–1037.
- The Sexual Brain. MIT Press, Cambridge 1993, ISBN 0-262-62093-6.
- Queer Science: The Use and Abuse of Research into Homosexuality. MIT Press, Cambridge 1996, ISBN 0-262-62119-3.
- mit S. M. Valente: Human Sexuality Sinauer Associates, Sunderland 2006 (2. Ausgabe), ISBN 0-87893-465-0.